# Bergün Filisur
Bergün Filisur (toponimo tedesco) è un comune svizzero di 905 abitanti del Canton Grigioni, nella regione Albula.

## Storia
Il comune di Bergün Filisur è stato istituito il 1º gennaio 2018 con la fusione dei comuni soppressi di Bergün e Filisur; capoluogo comunale è Filisur. In precedenza il comune di Bergün aveva inglobato i comuni soppressi di Latsch (1912) e Stugl (1920).

## Società

### Lingue e dialetti
Nel comune vengono parlate le lingue tedesca e romancia; entrambe sono lingue ufficiali nel territorio dell'ex comune di Bergün, mentre nel territorio dell'ex comune di Filisur è ufficiale la sola lingua tedesca.

## Geografia antropica

### Frazioni
Le frazioni di Bergün Filisur sono:
- Bergün[5]
  - Latsch[6]
  - Preda
  - Stugl[7]
- Filisur[8]
  - Jenisberg
- Zinols Isla

## Infrastrutture e trasporti
È servito dalle stazioni di Bergün/Bravuogn, di Filisur e di Preda della Ferrovia Retica, sulla linea dell'Albula.